# Quartier international de Montréal
Le Quartier international de Montréal est un quartier de l'arrondissement Ville-Marie situé entre le centre-ville de Montréal et le Vieux-Montréal. C'est un projet urbain qui a été relancé par la Caisse de dépôt et placement du Québec en 1997 et qui a été complété en 2004.

## Descriptions
Ce quartier est caractérisé par son aménagement urbain mais aussi par ses nombreuses (plus de 60) organisations internationales, parmi lesquelles : l'AITA, l'OACI et l'AMA. Ce projet a été initié, conçu et réalisé par la firme montréalaise Daoust Lestage, firme d'architecture et de design urbain. Un mobilier urbain spécialement réalisé pour le Quartier international a été dessiné par le designer montréalais Michel Dallaire.
Le Quartier abrite le Palais des congrès de Montréal, ouvert en 1983 et agrandi en 2002-2004, le Centre CDP Capital ouvert en 2003, édifice qui, par ailleurs, est devenu une icône architecturale. De plus, on y trouve le Centre de commerce mondial de Montréal ainsi que l'Hôtel InterContinental Montréal, tous deux ouverts en 1991, sans oublier la Tour de la Bourse, un immeuble de 47 étages complété en 1965, et le 800 Saint-Jacques, en construction.
Tous ces édifices sont connectés par le réseau piétonnier souterrain entre les stations de métro Bonaventure, Square-Victoria et Place-d'Armes.
De plus, ce quartier attire de nombreux investisseurs immobiliers : en 2015 pas moins de dix projets résidentiels sont en construction.
Un circuit culturel unique permet de découvrir ce secteur de Montréal à travers près de 30 œuvres d'art publiques dont La Joute de Jean Paul Riopelle, le Miroir aux Alouettes de Marcelle Ferron et Éolienne V de Charles Daudelin.

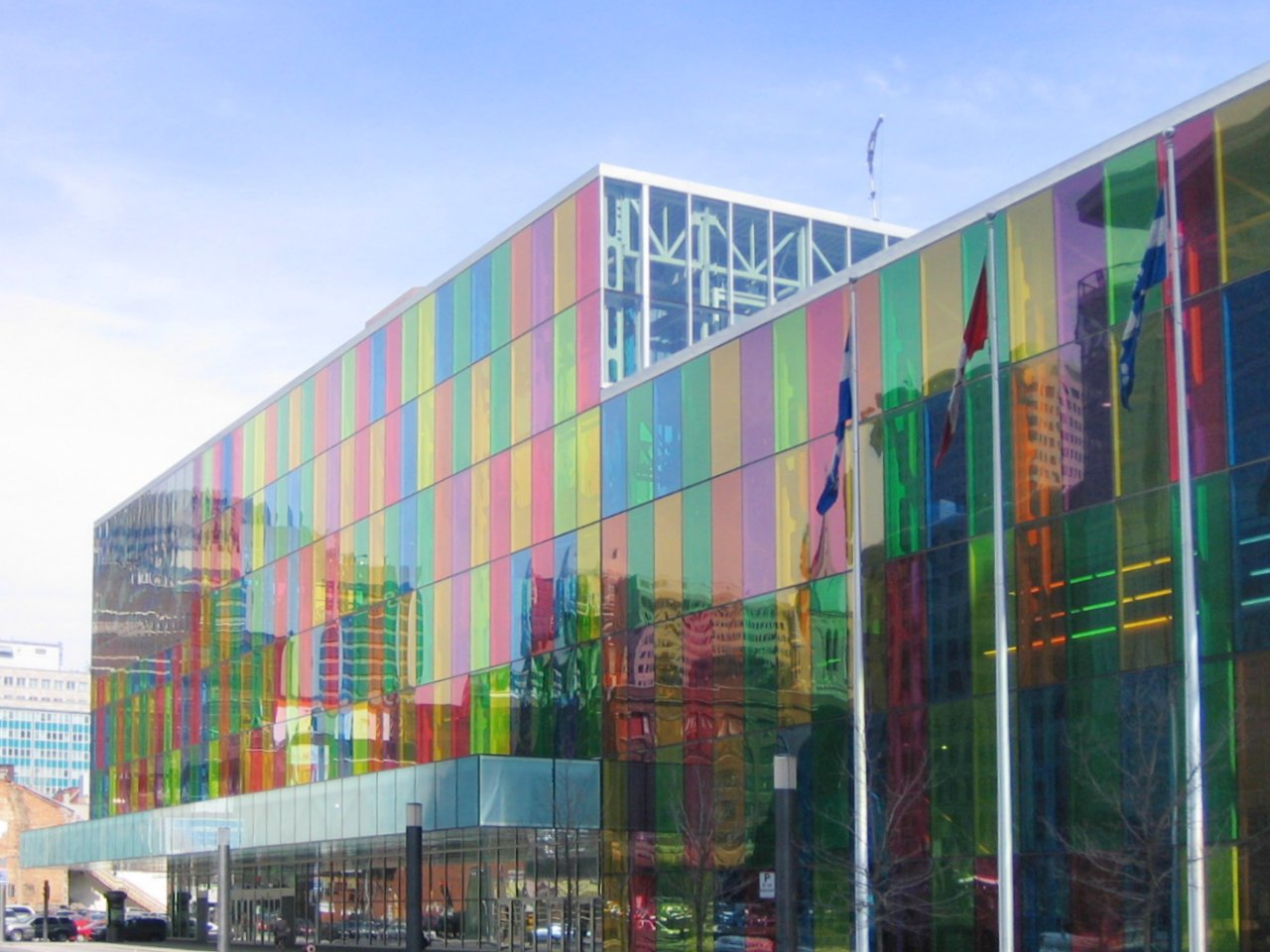
Palais des congrès de Montréal
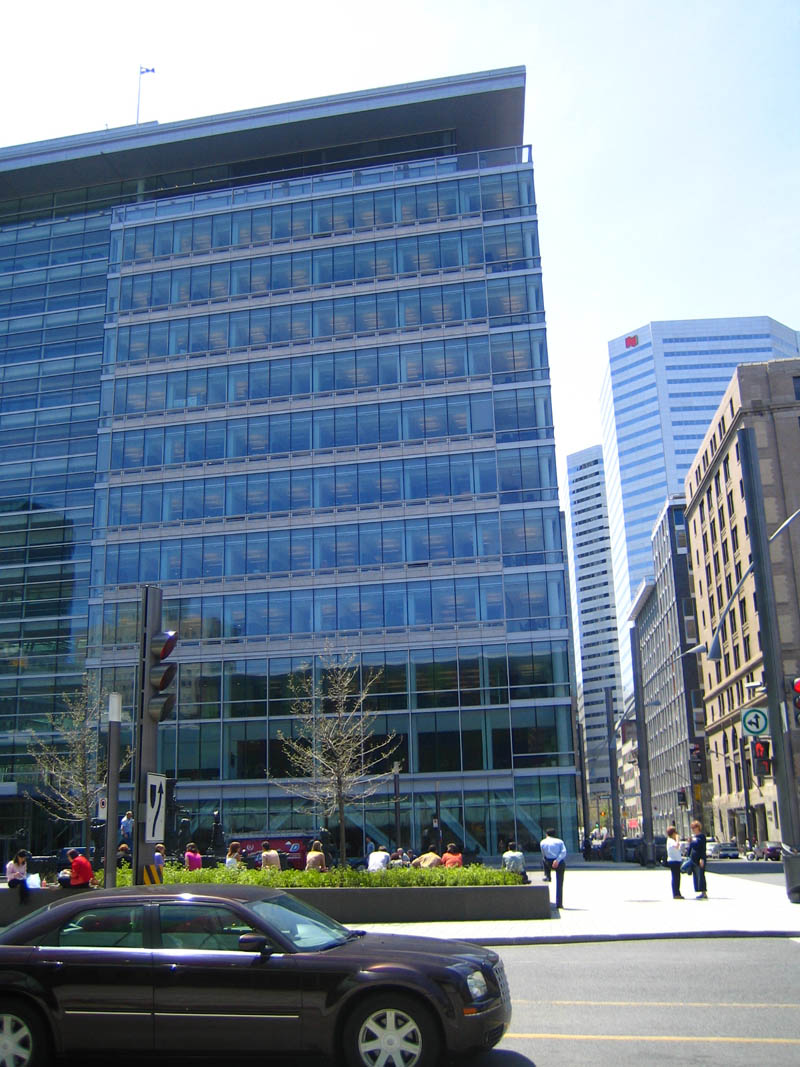
Centre CDP Capital
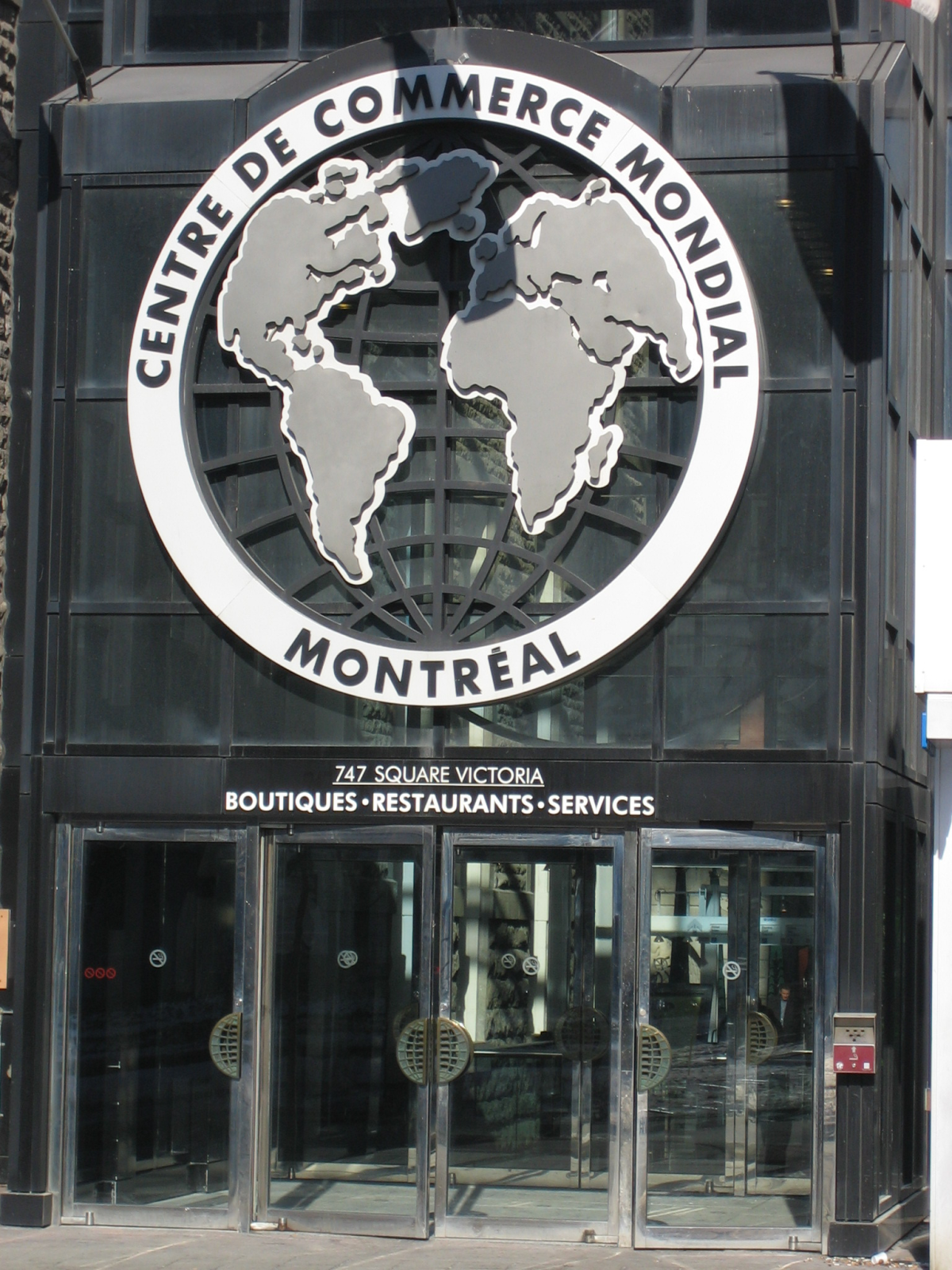
Centre de commerce mondial de Montréal

## Prix
En septembre 2006, le Quartier avait déjà reçu 25 distinctions dans 13 domaines.
- PMI Project of the Year 2005 du Project Management Institute de Philadelphie